# Enchelycore
Genre
Enchelycore est un genre de poissons marins de la famille des Muraenidae (les « murènes »).

## Liste des espèces
Selon World Register of Marine Species (21 décembre 2014) :
- Enchelycore anatina (Lowe, 1838)
- Enchelycore bayeri (Schultz, 1953)
- Enchelycore bikiniensis (Schultz, 1953)
- Enchelycore carychroa Böhlke & Böhlke, 1976
- Enchelycore kamara Böhlke & Böhlke, 1980
- Enchelycore lichenosa (Jordan & Snyder, 1901)
- Enchelycore nigricans (Bonnaterre, 1788)
- Enchelycore nycturanus Smith, 2002
- Enchelycore octaviana (Myers & Wade, 1941)
- Enchelycore pardalis (Temminck & Schlegel, 1846)
- Enchelycore ramosa (Griffin, 1926)
- Enchelycore schismatorhynchus (Bleeker, 1853)
- Enchelycore tamarae Prokofiev, 2005

En 2017, une nouvelle espèce a été décrite (Zootaxa):
- Enchelycore propinqua Mohapatra, Smith, Mohanty, Mishra & Tudu

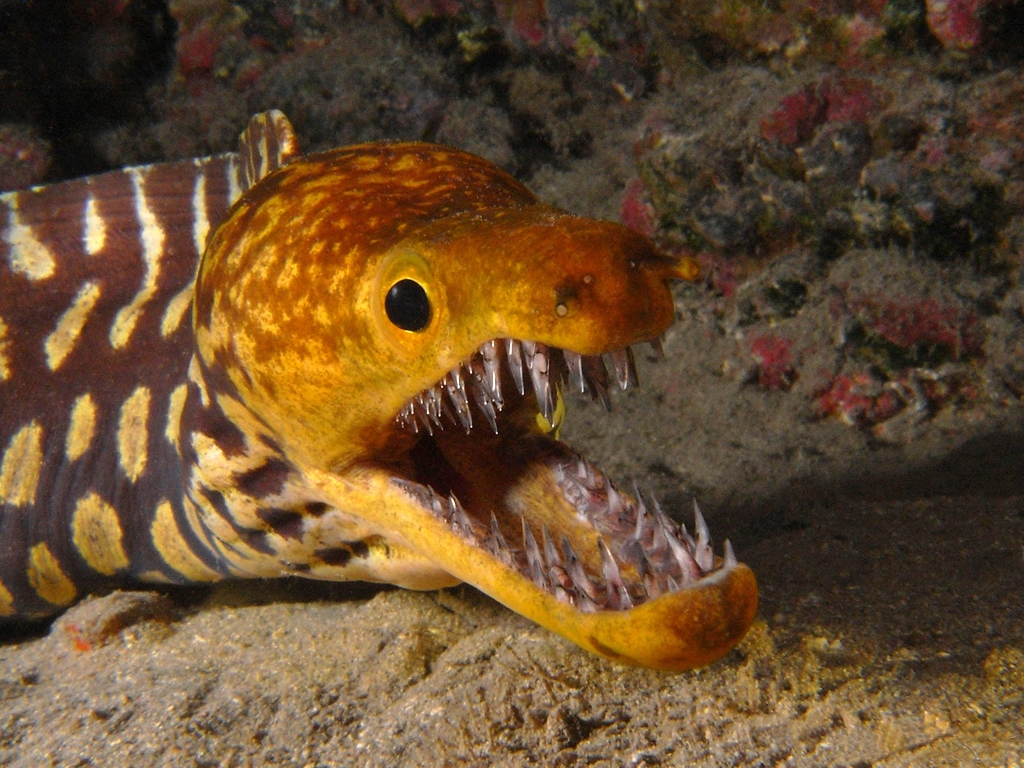
Enchelycore anatina
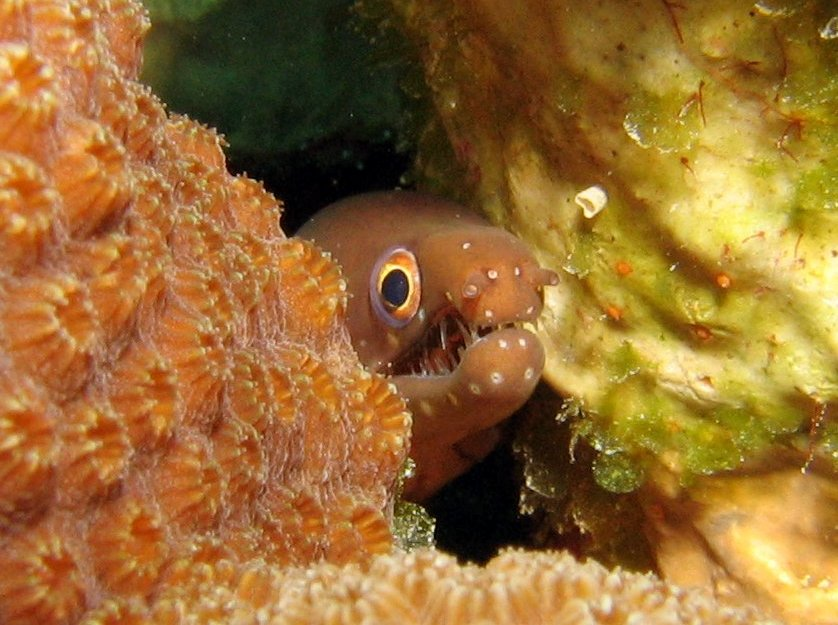
Enchelycore carychroa
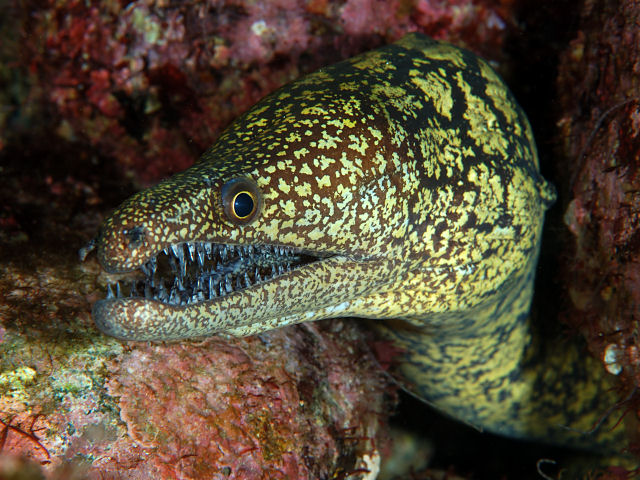
Enchelycore lichenosa
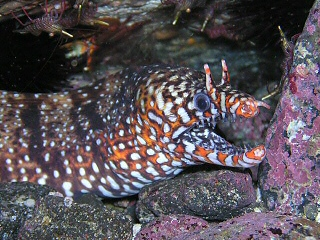
Enchelycore pardalis